# La Ciudadela (Ciudad de México)
La Ciudadela es un edificio de la Ciudad de México fue construido entre 1793 y 1807 por el arquitecto español José Antonio González Velázquez con la finalidad de albergar la Real Fábrica de Puros y Cigarros de México. Actualmente en el edificio se encuentra la Biblioteca de México "José Vasconcelos" y el Centro de la Imagen y la sede central de la Dirección General de Bibliotecas de la Secretaría de Cultura del país.

## Historia
El área que ocupa La Ciudadela tuvo población desde la época mesoamericana cercana al campan (parcialidad) de Moyotlan-Teocaltitlan de México-Tenochtitlan. Como indicio de ello en 1989 fueron encontrados restos de un juego de pelota.
Fue el virrey Antonio María de Bucareli y Ursúa quien encargó al ingeniero militar Miguel Constanzó, comenta el historiador Óscar Grajales López que  por esta razón el edificio tiene el aspecto de una fortaleza, la elaboración del proyecto, no obstante fue realmente Miguel Mascaró quien lo llevó a cabo en 1788. En 1793 la Real Academia de Bellas Artes de San Fernando decidió encargar la construcción al arquitecto español José Antonio González Velázquez, quien entonces fungía como director de arquitectura de la Real Academia de San Carlos de las Nobles Artes de la Nueva España. La construcción fue suspendida en 1801. Finalmente, en 1805, el arquitecto Ignacio Castera reinició los trabajos terminándolos en 1807. La obra tiene un estilo neoclásico semejante a una fortaleza.
Durante la guerra de la independencia de México el edificio fue remodelado y se utilizó como cuartel general y cárcel. En 1815 José María Morelos, antes de ser fusilado en Ecatepec, pasó sus últimos días como prisionero en el lugar.  El 19 de octubre de 1816 el virrey Félix María Calleja convirtió el edificio en el Parque General de Artillería, es a partir de entonces que se conoce al edificio como La Ciudadela.  Los presidentes Guadalupe Victoria y Vicente Guerrero siguieron utilizando el recinto como depósito de armamento y ordenaron ciertas ampliaciones y remodelaciones.  La Ciudadela se siguió utilizando como depósito de armas, prisión y cuartel hasta mediados del siglo XX.
En 1913 el edificio fue uno de los escenarios principales de la Decena Trágica. Los pronunciados al mando de Félix Díaz tomaron la plaza.  Victoriano Huerta, cómplice de Díaz, fingió sitiar La Ciudadela engañando así al presidente Francisco I. Madero.  Durante estos trágicos acontecimientos fueron asesinados en el lugar Gustavo Adolfo Madero, Adolfo Bassó y el periodista Manuel Oviedo.  

Vista aérea del edificio de La Ciudadela.

En 1944 el presidente Manuel Ávila Camacho decidió albergar en el inmueble la Biblioteca de México inaugurándose el 27 de noviembre de 1946 y siendo su primer director José Vasconcelos. En 1987 la Secretaría de Educación Pública (SEP) llevó a cabo la remodelación del lugar designando al arquitecto Abraham Zabludovsky como responsable de la obra.  En el año 2000 el presidente Ernesto Zedillo le cambió el nombre a Biblioteca de México “José Vasconcelos”.
En 2012, tras las obras de remodelación coordinadas por los arquitectos Alejandro Sánchez y Bernardo Gómez Pimienta, fue reinaugurado el edificio como Ciudad de los Libros sumando a su sala general las bibliotecas personales de José Luis Martínez, Antonio Castro Leal, Jaime García Terrés, Alí Chumacero y Carlos Monsiváis.